# Begunjski vrh
Il monte Begunjski vrh con 2.461 m s.l.m. è una cima delle Alpi Giulie.